# Tetra Laval
Tetra Laval — транснаціональна корпорація шведського походження зі штаб-квартирою в Пуллі, Швейцарія. Група Tetra Laval забезпечує упаковку, обробку та розповсюдження продуктів для різноманітних харчових продуктів, включаючи рідини, фрукти та овочі, морозиво та оброблені харчові продукти, а також пропонує системи для сільськогосподарського виробництва та управління стадом. Група працює в п’яти бізнес-сегментах: виробництво молока, приготування харчових продуктів, переробка харчових продуктів, пакування харчових продуктів і дистрибуція харчових продуктів. Група Tetra Laval включає Tetra Pak, DeLaval і Sidel. Tetra Laval увійшла до списку 100 найкращих глобальних інноваторів Thomson Reuters 2011 року.

## Група Tetra Laval
Група Tetra Laval складається з трьох незалежних галузевих груп. Tetra Pak розробляє та виробляє системи обробки, розподілу та пакування харчових продуктів і рідин. DeLaval розробляє та виробляє системи для виробництва молока та тваринництва. Sidel розробляє та виробляє пластикову упаковку та комплектні лінії розливу.
Tetra Laval AB працює як дочірня компанія холдингової компанії Tetra Laval International SA. Tetra Laval International SA забезпечує фінансування, управління ризиками та інвестиційну підтримку, необхідну Групі Tetra Laval, з додатковою відповідальністю за управління загальною юридичною та фінансовою структурою та податковим плануванням.

## Історія
Група Tetra Laval була створена в 1993 році після придбання компанією Tetra Pak компанії Alfa Laval у 1991 році з метою формування узгодженої структури, в рамках якої обидві компанії могли б працювати у своїх галузях. Частину Alfa Laval, яка займалася переробкою, було інтегровано в Tetra Pak, а частину, яка виробляла сільськогосподарське обладнання, було відтворено як окрему компанію під назвою Alfa Laval Agri, пізніше перейменовану на DeLaval на честь засновника Alfa Laval Густава де Лаваля. У 2000 році Tetra Laval продала частину Alfa Laval, яка не була безпосередньо задіяна в їхньому бізнесі, шведській інвестиційній компанії Industri Kapital, але зберегла частину акцій. У 2001 році Tetra Laval придбала французького виробника пластикових пляшок Sidel. Злиття було предметом антиконкурентної перевірки з боку Європейської комісії, але нарешті було дозволено пройти після апеляції до Європейського суду .

## Факти і цифри
Чисельність працівників у 2019 році:
| Tetra Pak          | 25,488 |
| Сідель             | 5,487  |
| ДеЛаваль           | 4,637  |
| Інший              | 270    |
| Група Тетра Лаваль | 35,882 |

Чистий обсяг продажів 2019 (млн. євро):
| Tetra Pak         | 11 220 |
| Sidel             | 1,415  |
| DeLaval           | 1,010  |
| Інший             | 0      |
| Група Tetra Laval | 13 635 |

Усі наведені вище цифри було оновлено в липні 2020 року.

## Навколишнє середовище
Група Tetra Laval проводить усталену політику екологічної досконалості та сталого розвитку. Однак багато НУО та екологічні групи визнали продукцію Tetra Pak проблемою твердих відходів. На відміну від алюмінієвих банок, пластикових або скляних пляшок, його не можна переробляти на муніципальних переробних підприємствах. Щоб запобігти регулюванню, компанія розробила потужну кампанію. У 2011 році компанія Tetra Pak опублікувала низку цілей сталого розвитку, які включали збереження рівня викидів на тому ж рівні до 2020 року та збільшення переробки на 100 відсотків.

## Громадські проекти
Tetra Laval підтримує такі громадські проекти, як допомога при стихійних лихах. У 2010 році Тетра Лаваль надала матеріальну та фінансову допомогу Гаїті, Росії, Пакистану та Бразилії, а на початку 2011 року – Японії.

## Право власності
Станом на 2018 рік ним володіла родина Раусинґ.

## Наглядова рада
- Ларс Ренстрем
- Пол Конвей
- Найджел Хіггінс
- Ола Келленіус
- Йорма Олліла
- Бернд Пішетсрідер
- Фінн Раусінг
- Йорн Раусінг
- Кірстен Раусінг